# Šarypovo
Šarypovo (rusky Шарыпово) je město v Krasnojarském kraji v Ruské federaci. Při sčítání lidu v roce 2010 mělo přes osmatřicet tisíc obyvatel.

## Poloha
Šarypovo leží na úpatí hor Kuzněcký Alatau na řece Kadatu, přítoku Bereše v povodí Čulymu. Od Krasnojarsku, správního střediska kraje, je vzdáleno přibližně čtyři sta kilometrů západně a v rámci oblasti tak leží u jejího západního okraje, jen zhruba dvacet kilometrů od hranice se sousední Kemerovskou oblastí.
Z města vedou silnice na severovýchod do Ačinsku, na jihovýchod do Užuru a na západ do Mariinsku.

## Dějiny
Šarypovo vzniklo v roce 1760 na soutoku Temry a Kadatu. V polovině 19. století mělo už přibližně šest set obyvatel.
V roce 1981 má status města. V letech 1985–1988 se nazývalo Černěnko k poctě sovětského politika Konstantina Ustinoviče Černěnka, který se narodil poblíž.

### Rodáci
- Jurgis Kairys (* 1952), litevský letecký akrobat
- Ilja Sorokin (* 1986), německý herec
- Timofej Viktorovič Krickij (* 1987), cyklista